# Ullna strand
Ullna strand (tidigare kallat Nordvästra Arninge) är ett område inom stadsdelen Arninge i Täby kommun, Stockholms län. Det är ett stadsbyggnadsprojekt där detaljplanen för en första etapp med cirka 700 bostäder vunnit laga kraft. Området gränsar till projektet Hägerneholm. Det kommer att bestå av två delområden, Kanalkvarteren, närmast Ullnasjön och Skogskvarteren.
Byggstart skedde år 2014 och inflyttning är beräknad att ske under åren 2015 - 2018.